# SteinZeiten
SteinZeiten war ein privates Mineralien und Fossilien-Museum von Andreas Guhr in Hamburg.
Es befand sich seit der Eröffnung im September 2004 in einem alten Kontorhaus am Rödingsmarkt 19. Die Schließung erfolgte dann im September 2009. Auf einer Fläche von 450 m² wurden künstlerisch beleuchtete, außergewöhnliche und große Mineralien und Fossilien begleitet von Klanginstallation präsentiert.
Der Hamburger Andreas Guhr, Betreiber eines Mineralien-, Fossilien- und Edelsteinhandels (Mineralien Zentrum) und anerkannter Experte auf diesem Gebiet (u. a. Gründer der Messe Hamburger Mineralientage) hat Pläne, das Museumsprojekt in erweiterter Form an anderer Stelle zu etablieren.
Bisweilen wurde im Oktober 2009 an gleicher Stelle die RED GALLERY - Rare Earth Decor von ihm eröffnet. In dieser Galerie werden ebenfalls besondere Mineralen und Fossilien gezeigt. Im Mittelpunkt stehen dabei jedoch die Bereicherung und Einbeziehung moderner Architektur und das Design von Innenräumen durch die Unikate. Ergänzend finden Veranstaltungen und Ausstellungskooperationen mit zeitgenössischen Künstlern statt. Einige weitere Exponate sind zudem auf internationalen Ausstellungen zu besichtigen.

## Besondere Objekte
- Die größte Amethystdruse Brasiliens (Gewicht 1,5 Tonnen)
- Die Flower of Uruguay (Amethystdruse; Gewicht 400 kg; besonders schöne Amethystkristalle gekrönt von Kalzit; öffnet sich in einer Klanginstallation zur Musik von Joachim Kühn und der Stimme von Volker Lechtenbrink)
- Citrinkristall (Gewicht 660 kg)
- Zahlreiche Fossilien, darunter ein Plesiosaurier, der Kopf eines Edmontosaurus, sehr alte und große Trilobiten, Seelilien und verschiedene Meeresreptilien aus dem Posidonienschiefer von Holzmaden